# Amateur Softball Association
Amateur Softball Association (ASA) je dragovoljna neprofitna organizacija sa sjedištem u Oklahoma Cityju, Oklahoma, SAD.
Utemeljena je 1933.
National Softball Hall of Fame and Museum se nalazi na adresi 2801 NE 50th Street u Oklahoma City.
1978., Olimpijski odbor SAD-a je proglasio ASA-u nacionalnom krovnom organizacijom za šport softbol.
ASA danas vodi natjecanja u svakoj američkoj saveznoj državi preko mreže od 87 državnih udruženja. Ima preko 230 tisuća članovam, više od 3 milijuna igrača i preko 60 tisuća sudaca.
Od 2005., krovna je organizacija za Svjetski kup u softbolu za žene.

## Vanjske poveznice
- Službene stranice  Arhivirana inačica izvorne stranice od 26. srpnja 2007. (Wayback Machine)
- Total Package Express Softball